# Ruotsalainen (sjö)
Ruotsalainen är en sjö i Finland. Den ligger i kommunen Heinola i landskapet Päijänne-Tavastland, i den södra delen av landet, 130 km norr om huvudstaden Helsingfors. Ruotsalainen ligger 77,5 meter över havet. Den är 56,43 meter djup. Arean är 74,13 kvadratkilometer och strandlinjen är 350,71 kilometer lång. Sjön  ingår i Kymmene älvs huvudavrinningsområde. 
Sjöns namn, "Ruotsalainen", är finska för "svensk"/"från Sverige", alltså "Svensksjön".